# Groupe de NGC 2746
Le groupe de NGC 2746 comprend au moins quatre galaxies situées dans la constellation du Lynx. La distance moyenne entre ce groupe et la Voie lactée est d'environ 108,0 Mpc (∼352 millions d'al). 

## Membres
Le tableau ci-dessous liste les quatre galaxies qui sont indiquées dans l'article d'Abraham Mahtessian paru en 1998. 
| Nom       | Classification | Type    | α (J2000.0)    | δ (J2000.0)   | Vitesse radiale (km/s) | Magnitude apparente | Distance (Mpc) | Diamètre (kal) |     |
| --------- | -------------- | ------- | -------------- | ------------- | ---------------------- | ------------------- | -------------- | -------------- | --- |
| NGC 2746  | Lynx           | SB(rs)a | Spirale barrée | 09h 05m 59.4s | 35° 22′ 39″            | 7053 ± 3            | 13,1           | 107,4 ± 7,5    | 184 |
| NGC 2759  | Lynx           | S0-:    | Lenticulaire   | 09h 08m 37.3s | 37° 37′ 18″            | 6931 ± 3            | 13,0           | 105,5 ± 7,4    | 103 |
| IC 2434   | Lynx           | SB?     | Spirale barrée | 09h 07m 16.0s | 37° 12′ 55″            | 7136 ± 4            | 13,4           | 108,6 ± 7,6    | 175 |
| UGC 4767* | Lynx           | S0      | Lenticulaire   | 09h 05m 45.2s | 36° 21′ 17″            | 7263 ± 3            | 12,608 ± 0,002 | 110.5 ± 7,4    | 136 |

- Noté 0902+3632 pour CGCG 0902.6+36362[4] dans l'article d'Abraham Mahtessian

Le site DeepskyLog permet de trouver aisément les constellations des galaxies mentionnées dans ce tableau ou si elles ne s'y trouvent pas, l'outil du site constellation permet de le faire à l'aide des coordonnées de la galaxie. Sauf indication contraire, les données proviennent du site NASA/IPAC.